# Udo Recktenwald

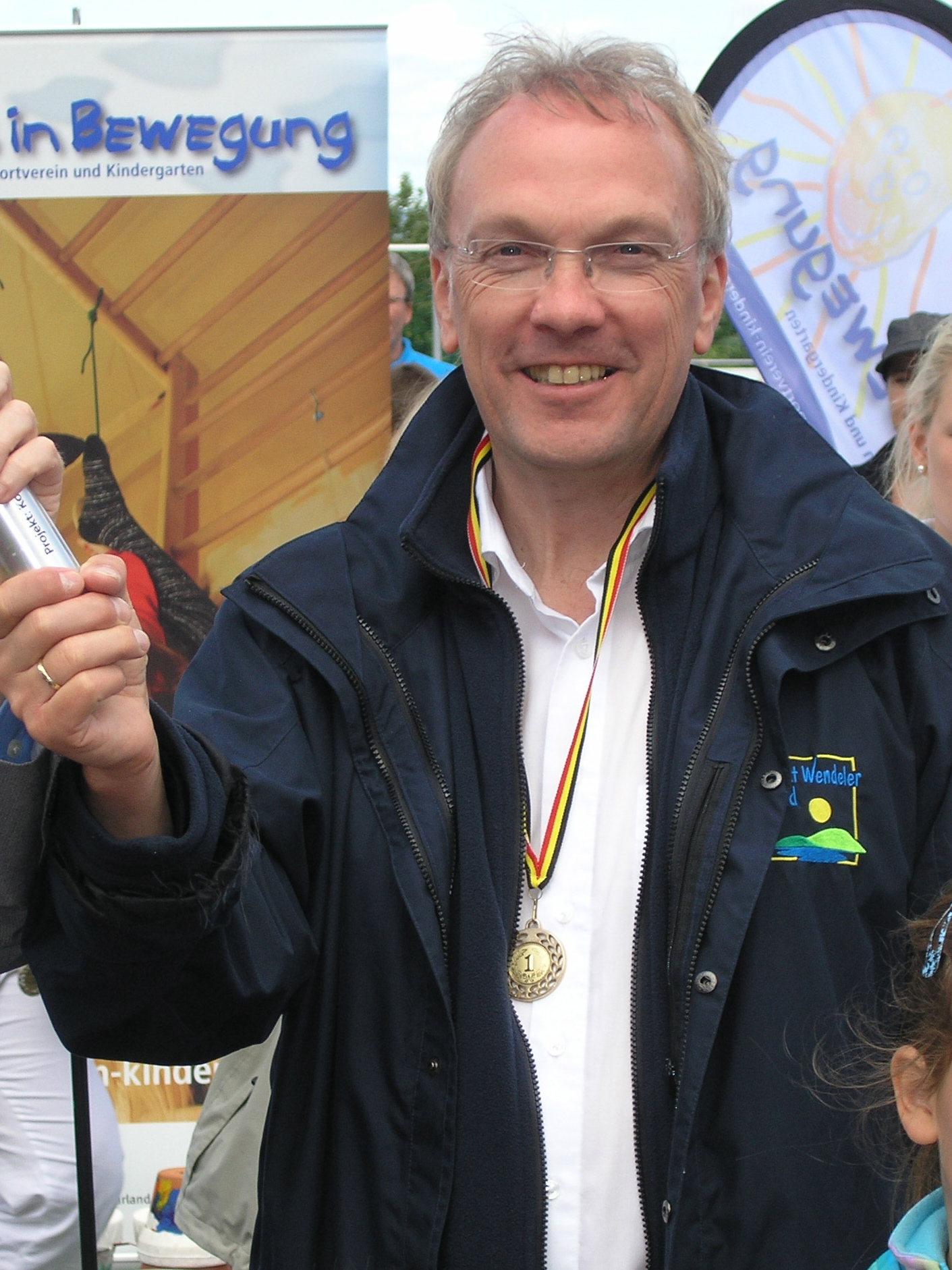
Udo Recktenwald (2013)

Udo Recktenwald (* 24. August 1962 in Marpingen) ist ein deutscher Politiker der CDU. Seit dem 1. Januar 2008 ist er Landrat des Landkreises St. Wendel.

## Bildung
Von 1972 bis 1981 besuchte Recktenwald das Arnold-Janssen-Gymnasium in der Kreisstadt St. Wendel. Dieses schloss er mit dem Abitur ab und studierte Germanistik und Sozialkunde für das Lehramt am Gymnasium an der Universität des Saarlandes. Recktenwald schloss dieses Studium 1987 mit dem ersten Staatsexamen ab.

## Berufliche Laufbahn
Von 1987 bis 1989 war er als freiberuflicher Mitarbeiter bei der Saarbrücker Zeitung tätig. Von 1989 bis 1999 arbeitete Recktenwald als nebenberuflicher Redaktionsleiter des Magazins CityJournal in St. Wendel. Gleichzeitig war er von 1989 bis 1992 Pressereferent im Kulturamt der Kreisstadt St. Wendel und von 1993 bis 1999 Pressesprecher der CDU-Fraktion im Landtag des Saarlandes. Von 1999 bis 2008 war er hauptberuflich Regierungssprecher des Saarlandes.

## Politik
1984 trat Recktenwald in die Junge Union und die CDU ein. Ein Jahr später wurde er in die Vorstände beider Vereinigungen gewählt. Bis 1997 war er Mitglied im Vorstand der CDU Marpingen, wechselte dann nach St. Wendel.
Seit 1991 ist er Mitglied im Kreisvorstand der CDU St. Wendel, seit 1998 im Vorstand des CDU-Ortsverbandes St. Wendel. Den Vorsitz des CDU-Ortsverbandes St. Wendel übernahm er schließlich 2001. 1994 wurde er Mitglied des Kreistages St. Wendel, 2004 stellvertretender Vorsitzender der CDU-Kreistagsfraktion.
Bei der Direktwahl des Landrates im Landkreis St. Wendel am 1. Juli 2007 setzte er sich im ersten Wahlgang mit 52,4 % der abgegebenen Stimmen gegen Magnus Jung (SPD) und Kristin Günther (Bündnis 90/Die Grünen) durch. Recktenwald trat am 1. Januar 2008 die Nachfolge von Franz Josef Schumann (CDU) an. Am 15. März 2015 wurde Recktenwald mit 72,9 % der abgegebenen Stimmen als Landrat wiedergewählt. Seine zweite Amtszeit begann am 1. Januar 2016. Gegenkandidat der SPD war erneut Magnus Jung.
Seit dem 1. Oktober 2015 ist er stellvertretender Vorsitzender des Landkreistages Saarland. Ab dem 1. April 2017 hat er den Vorsitz des Landkreistages Saarland inne.

## Weitere Mandate
Recktenwald ist seit dem 1. Januar 2008 Kreisvorsitzender des DRK-Kreisverbandes St. Wendel und seit 2016 Verbandsvorsteher des Zweckverbandes für Rettungsdienst- und Feuerwehralarmierung (ZRF) des Saarlandes. Vom 24. November 2012 bis zum 16. November 2024 war er Vizepräsident des DRK Landesverbandes Saarland. Seit Oktober 2015 ist er Vorsitzender im Wirtschafts- und Verkehrsausschuss des Deutschen Landkreistages (DLT).
Stellvertretender Vorsitzender des Naturparks Saar-Hunsrück e. V. ist Recktenwald seit dem 11. Mai 2016, Vorsitzender des Caritasrates des Caritasverbandes Schaumberg-Blies e. V. seit dem 24. Juni 2015.